# Mosquée Aq-Yar Juma Jami de Sébastopol
La mosquée Aq-Yar Juma Jami  est une mosquée du Vendredi de l'islam sunnite en Crimée. Construite entre 1909 et 1914, selon les plans de l'architecte de la ville, Alexandre Weisen, elle se trouve 31 rue Koulakova à Sébastopol dans le raïon de Lénine.

## Histoire
La ville de Sébastopol comprend au début du XXe siècle près de 64 000 habitants dont près d'un millier sont des Tatars de Crimée de confession sunnite. La permission d'ériger une mosquée est obtenue en 1907 et la première pierre est posée le 28 juin 1909 en présence du maire, le général Sergueï Kuhlström, de ses adjoints et de membres du conseil municipal, d'officiers musulmans de la garnison de Sébastopol et des représentants de la communauté musulmane. La construction prend du temps à cause de manque de fonds et de la guerre dans les Balkans, mais finalement elle est solennellement inaugurée le 20 avril 1914, en présence du vice-amiral Nikolaï Mankovski, commandant de la garnison et du port de Sébastopol, du maire de la ville, du consul de Turquie et divers officiels. La mosquée est sous deux statuts: civil et militaire (servant pour les soldats et marins musulmans de la garnison). Un mollah est nommé pour les civils en la personne de Youssouf Rakhimov et un aumônier musulman pour les marins de la Flotte de la Mer Noire en la personne de Mouhamad-Zahir Zamaletdinov. Une société de bienfaisance pour les musulmans pauvres est ouverte, ainsi qu'une école (mekteb) de 39 élèves.
Avec l'arrivée au pouvoir des Bolchéviques en 1920, la mosquée doit payer un bail à la municipalité, puis elle est fermée en 1938 et son minaret démoli. Elle est utilisée comme dépôt, puis comme cinéma. L'édifice est gravement endommagé pendant la Seconde Guerre mondiale. Il est donné à la Flotte de la mer Noire en 1946 pour en faire un bâtiment utilitaire. Tout le décor intérieur restant et les inscriptions en arabe sont détruits.
L'édifice retourne à la communauté musulmane en 1992. Le minaret de 40 mètres de hauteur est reconstruit en 2000 grâce à des fonds turcs.